# マイ・ウェイ (映画)
『マイ・ウェイ』（My Way）は、1972年に製作された南アフリカ共和国とイギリスの合作映画。監督はエミール・ノファルとロイ・サージェント。出演はジョン・スチュアードソンなど。主題歌には同名楽曲を使用。日本では1975年に公開された。

## キャスト
※括弧内は日本語吹替（初回放送1978年12月20日『水曜ロードショー』VHS収録）
- ウィル：ジョン・スチュアードソン（内田稔）
- フラン：マリー・デュトワ（鳳八千代）
- ポール：リチャード・ローリング（津嘉山正種）
- バリー：ジョン・ヒギンス（樋浦勉）
- トニー：ケン・リーチ（堀勝之祐）